# Incidente de Maw Pokay
O incidente de Maw Pokay, também conhecido como o incidente de Maw Po Kay e Maw Pokey, foi uma incursão fronteiriça onde, durante as operações anti-Karens, a 44.ª Infantaria Ligeira birmanesa cruzou a fronteira da Tailândia e entrou em conflito com guardas fronteiriços tailandeses, resultando em mortes.

## Incidente
Em janeiro de 1984, as forças armadas da Birmânia lançaram uma operação ofensiva contra o Exército de Libertação Nacional Karen, mas encontraram forte resistência na base de Maw Pokay, ao longo do rio Moei. Em uma tentativa de romper o impasse, um batalhão da 44.ª Infantaria Ligeira, relatado variando entre 100 e 500 soldados, cruzou o rio Moei e, portanto, a fronteira Mianmar-Tailândia, numa tentativa de cercar Maw Pokay ou atacá-lo pela retaguarda. Os birmaneses logo entraram em conflito com a polícia de fronteira tailandesa e, nas escaramuças que se seguiram, 2 policiais de fronteira tailandeses foram mortos, com entre 10 e 17 feridos, enquanto os birmaneses sofreram, por sua vez, conforme informações variadas, entre 9 e 15 mortos e um número desconhecido de feridos.  Alguns relatórios mencionam um veículo blindado tailandês sendo destruído também. Os birmaneses entrincheirados foram finalmente forçados a recuar através da fronteira por uma força combinada de guardas fronteiriços, soldados regulares do exército tailandês e Rangers do Exército. Algumas fontes sugeriram que os Karens também abriram fogo contra as forças birmanesas em retirada.

## Consequências
O embaixador da Birmânia na Tailândia, Ko Ko Gyi, foi chamado ao Ministério das Relações Exteriores para ouvir um protesto verbal do subsecretário de estado da Tailândia, Arsa Sarasin.
Os militares da Birmânia não conseguiram tomar Maw Pokay durante a ofensiva de 1984.